# Emil Schaudt

Emil Schaudt, 1902

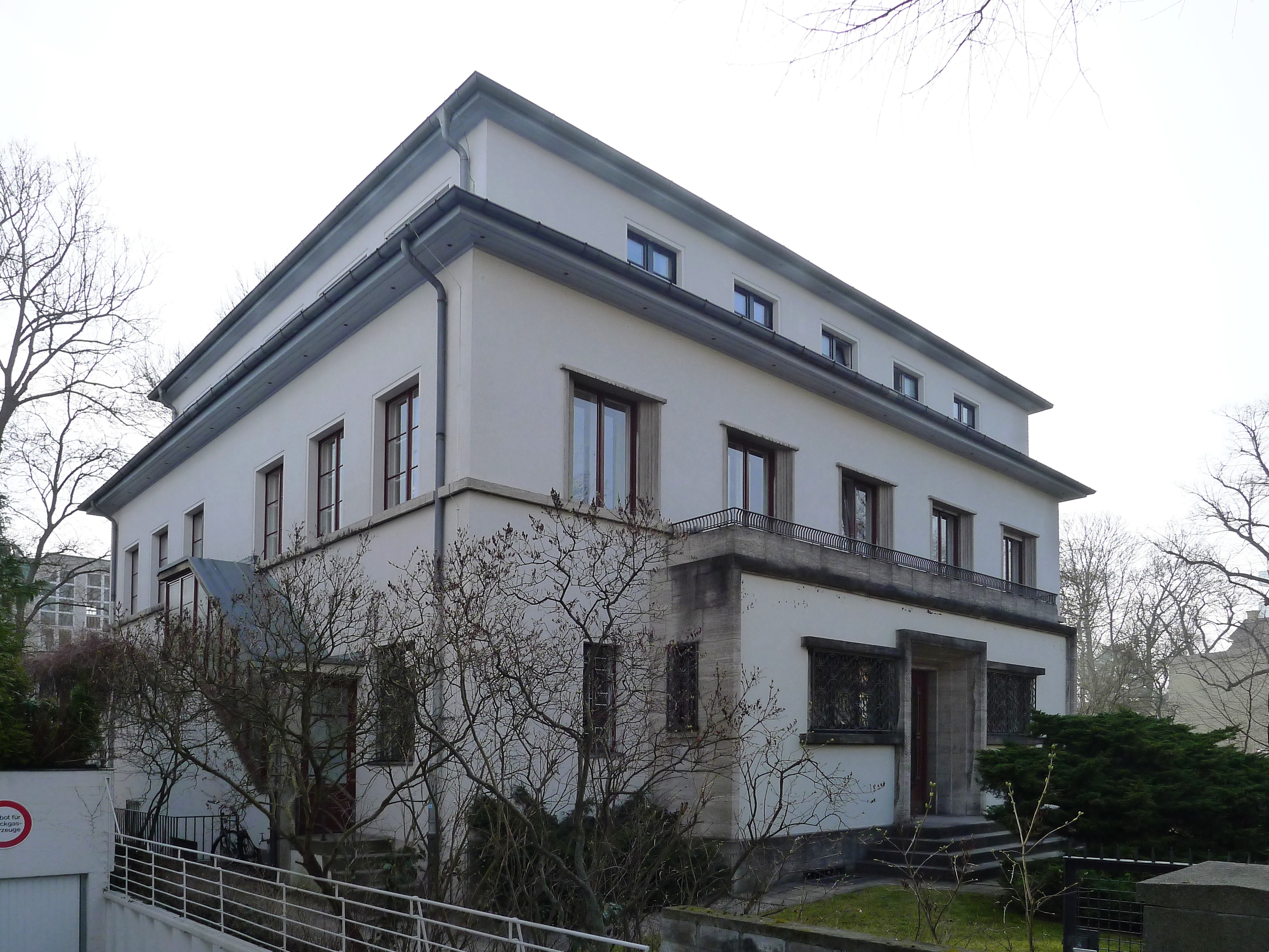
Wohnhaus und Atelier Emil Schaudt in Berlin-Westend, 1929

Johann Emil Schaudt (* 14. August 1871 in Stuttgart; † 6. April 1957 in Berlin) war ein deutscher Architekt, der vorwiegend Geschäftshäuser und Verwaltungsgebäude in Hamburg und Berlin entwarf.

## Leben
Schaudt studierte Architektur an der Technischen Hochschule Stuttgart und an der Technischen Hochschule Wien. Anschließend wurde er Mitarbeiter im Architekturbüro von Skjøld Neckelmann in Stuttgart, danach bei Ernst von Ihne und schließlich bei Paul Wallot, zwei der bekanntesten deutschen Architekten jener Epoche. Ab 1901 arbeitete Schaudt als Architekt vor allem in Berlin und Hamburg, wo er zahlreiche Geschäftshäuser, Verkehrsbauwerke und Verwaltungsgebäude entwarf, anfangs zum Teil in Zusammenarbeit mit der Bauunternehmung Boswau & Knauer.
Zunächst orientierte er sich stilistisch am Historismus, wie von Ihne und Wallot ihn vertraten; mit der Errichtung des Kaufhaus des Westens übernahm Schaudt zunehmend Elemente von der seit der Jahrhundertwende aufkommenden Reformarchitektur. Von einer plastischen Formgebung herkommend, reduzierte er seine Formensprache auf einen sachlichen Neoklassizismus.
Schaudt wurde im Jahr 1913 in den Vorstand der Ortsgruppe Berlin des Bundes Deutscher Architekten (BDA) gewählt.

## Bauten (Auswahl)
- um 1906: Konzert- und Tanzhaus Groß-Berlin in Berlin, Friedrichstadt, Jägerstraße 63a (kriegszerstört)[2][3]
- 1905–1906: Bismarck-Denkmal in Hamburg (mit dem Bildhauer Hugo Lederer auf Grundlage des gemeinsamen Wettbewerbsentwurfs von 1901)[4][5]
- 1906–1907: Industriepalast Warschauer Straße in Berlin-Friedrichshain (teilweise erhalten und unter Denkmalschutz)[6][7][8]
- 1906–1907: Kaufhaus des Westens („KaDeWe“) für Adolf Jandorf & Co. in Berlin, Wittenbergplatz / Tauentzienstraße (1929–1930 durch Schaudt und Ströming umgebaut und aufgestockt)[9]
- 1908–1909: Geschäftshaus Meyerhof in Berlin, Friedrichstadt, Schützenstraße 15–17 (kriegszerstört)
- 1908–1909: Verwaltungsgebäude für die Norddeutsche Versicherungsgesellschaft in Hamburg, Alter Wall 12 (gemeinsam mit Emil Janda; unter Denkmalschutz)[10][11]

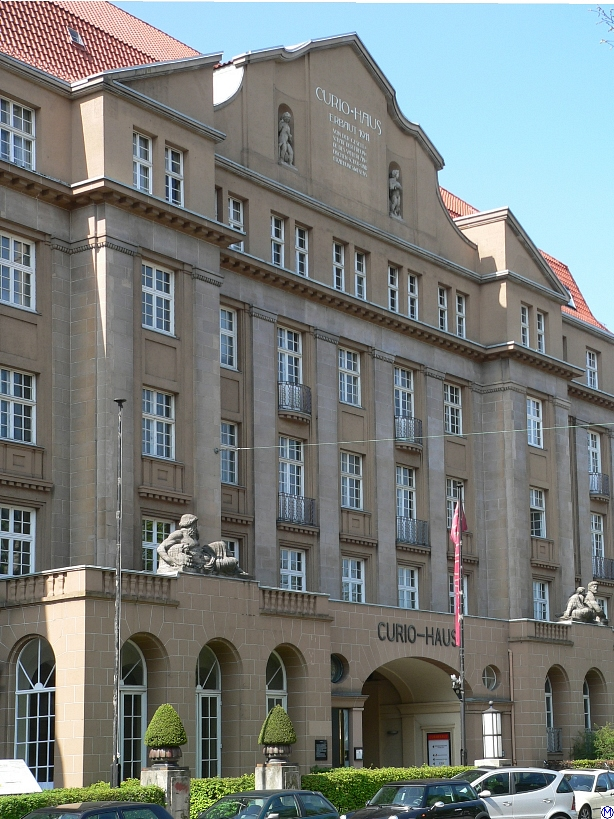
Curiohaus in Hamburg, 1911

- 1909: Lessinghaus in Hamburg, Gänsemarkt 35 (gemeinsam mit Albert Lindhorst; unter Denkmalschutz)[12]
- 1909–1910: Haus Wille, Kontorhaus in Hamburg, Alter Wall 10 (gemeinsam mit Walther Puritz; unter Denkmalschutz)[10]
- 1909–1910: Bierhaus Siechen in Berlin, Untere Friedrichsvorstadt, Potsdamer Platz (gemeinsam mit Paul Zimmerreimer) (zerstört)
- 1910: U-Bahnhof Rathaus Schöneberg in Berlin-Schöneberg,[13]
- 1910–1911: Wohn- und Geschäftshaus Curiohaus in Hamburg, Rothenbaumchaussee (gemeinsam mit Walter Puritz)
- 1910–1912: U-Bahnhof Hafentor (später Landungsbrücken) der Hamburger Hochbahn in Hamburg-St. Pauli (kriegszerstört)
- 1910: Umbau und Restaurierung der Burg Storkow
- 1911–1912: Wohn- und Geschäftshaus in Berlin, Friedrichstadt, Leipziger Straße 33–35 / Charlottenstraße 68 und Krausenstraße 65/66 (Innenausbau von Otto Schulze-Kolbitz; kriegszerstört)
- 1912: U-Bahnhof Schlump der Hamburger Hochbahn in Hamburg-Eimsbüttel
- 1913–1914: Büro- und Geschäftshaus Handelshaus Hermes (heute Haus Dorotheenstadt) in Berlin, Dorotheenstadt, Universitätsstraße,[14][15]
- 1912–1913: Kino Union-Theater Kammerlichtspiele, später Tauentzienpalast, in Berlin-Charlottenburg, Tauentzienstraße 19 / Nürnberger Straße 57–59[16]
- 1914–1915: Büro- und Geschäftshaus Haus Kaisereck bzw. Haus Kurfürsteneck (auch Seidenhaus Michels oder Michels-Haus) in Berlin-Charlottenburg, Kurfürstendamm 237 / Rankestraße 1 (nur Fassaden erhalten und unter Denkmalschutz)[17][18][19][20]
- um 1920: Erbbegräbnis der Familie Jandorf auf dem Jüdischen Friedhof Berlin-Weißensee (Ehrengrabstätte des Landes Berlin)[21][22]
- 1927–1928: Excelsiorbad im Hotel Excelsior in Berlin, Friedrichstadt, Anhalter Straße 6 (kriegszerstört)[23]
- 1928–1929: Verwaltungsgebäude der „Deutscher Herold“ Volks- und Lebensversicherungs-AG in Berlin-Kreuzberg, Friedrichstraße / Puttkamerstraße,[24][25]
- 1928–1929: Verwaltungsgebäude der Gewerkschaft der Angestellten (G.d.A.) in Berlin-Tiergarten, Am Karlsbad 8 (zwischenzeitlich durch die Senatsverwaltung für Schule, Jugend und Sport genutzt; unter Denkmalschutz)[26][27]
- 1929: eigenes Wohnhaus mit Atelier in Berlin-Westend, Ahornallee 36
- 1929: Wiederaufbau des Warenhauses der H. & C. Tietz AG in Berlin-Wedding, Chausseestraße 69–71 (1970 geschlossen und abgerissen)
Vorgängerbau am 30./31. Januar 1929 abgebrannt[28][29] und noch im selben Jahr von Schaudt mit nun fünf Geschossen in formal extrem reduzierter Weise wiederaufgebaut.[30][31]
- 1930–1931: Büro- und Geschäftshaus für die Salamander AG (gen. „Salamander-Hochhaus“) in Berlin-Mitte, Königstraße (heutige Rathausstraße)[32] (kriegszerstört)
- 1938–1940: Gebäude der Königlich Dänischen Gesandtschaft in Berlin, Tiergartenviertel, Drakestraße / Thomas-Dehler-Straße (unter Denkmalschutz)

## Entwürfe
- 1898/1901: farbige Architekturskizze zu einem Fassadenelement[33]
- 1901: Architekturskizze mit Treppenaufgang und Fassadenteil[34]
- 1910: Wettbewerbsentwurf für das Rathaus in Berlin-Schöneberg[35]
- 1924: Wettbewerbsentwurf für die Ausstellungshalle Haus der deutschen Funkindustrie (auch Funkhalle) in Berlin-Charlottenburg, am Funkturm[36]
- 1912: Wettbewerbsentwurf für eine Bismarck-Warte auf der Höhe von Westend bei Berlin[37]
- 1914/1915: Wettbewerbsentwurf einer Ausstellungshalle für den Verein Deutscher Motorfahrzeug-Industrieller in Berlin[38]
- 1928: Entwurf für das Kaufhaus Tietz in Berlin-Schöneberg[39]
- 1929: städtebaulicher Wettbewerbsentwurf für den Umbau des Alexanderplatzes in Berlin[40]

## Galerie

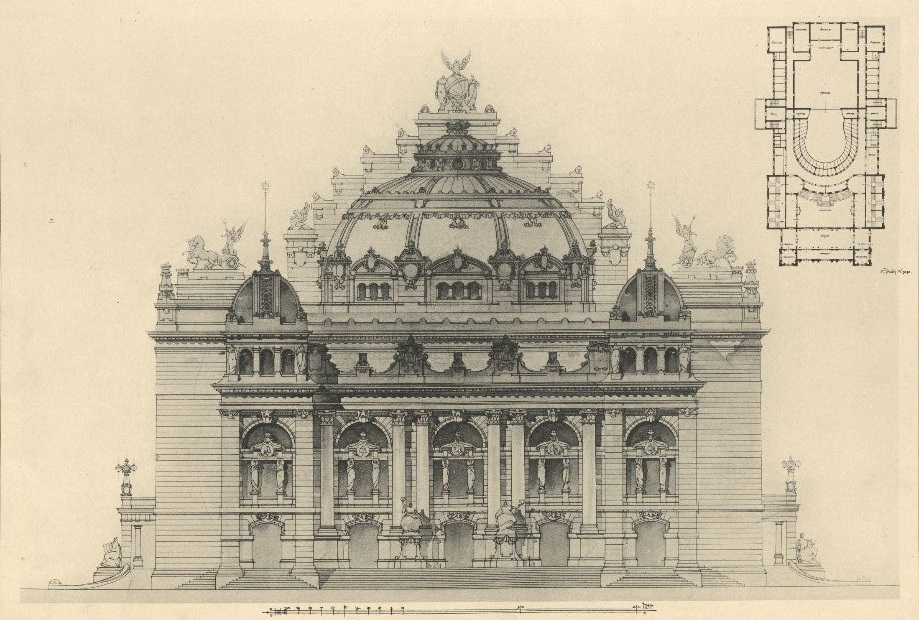
Entwurf zu einem Theater, 1897
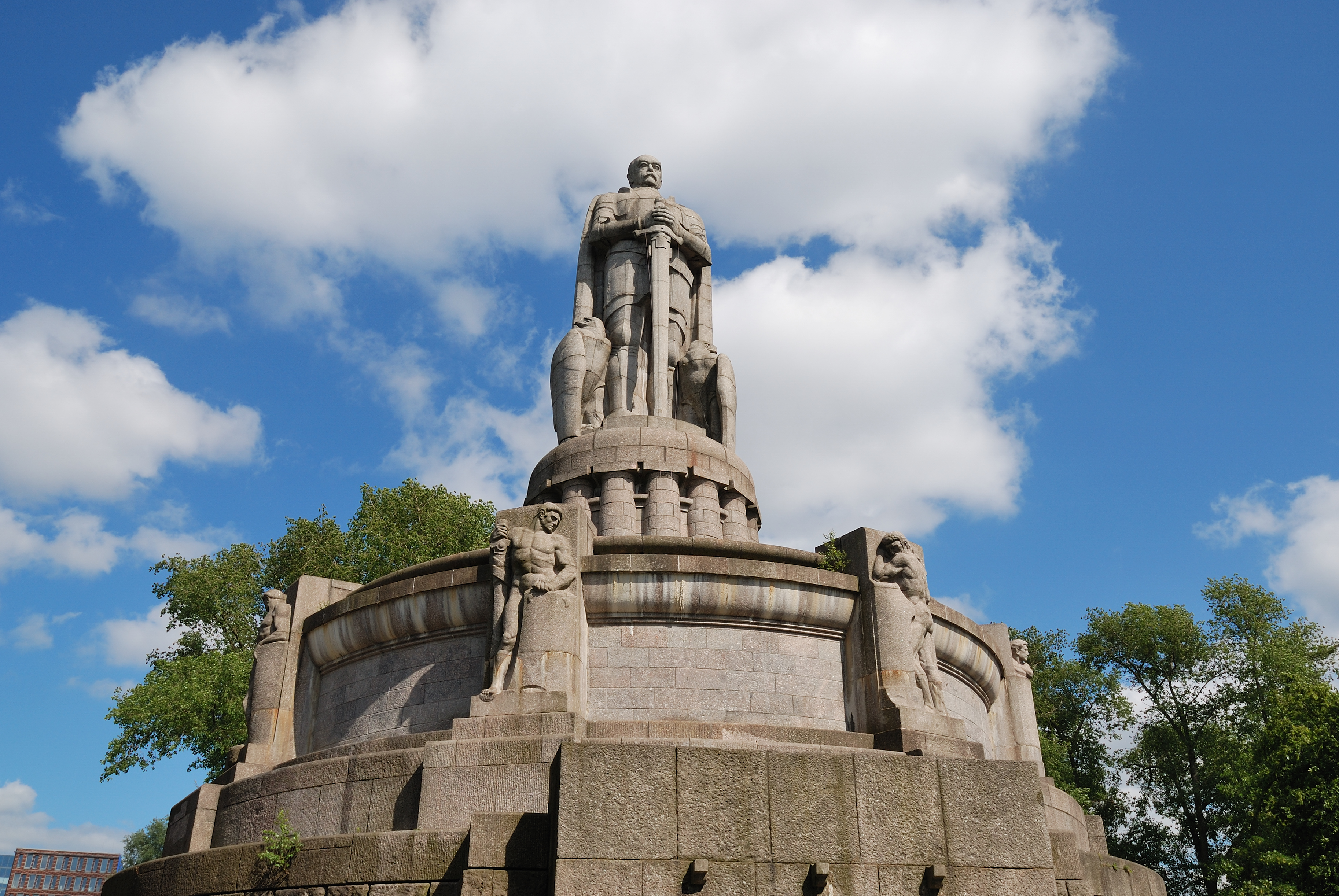
Bismarck-Denkmal in Hamburg, 1906
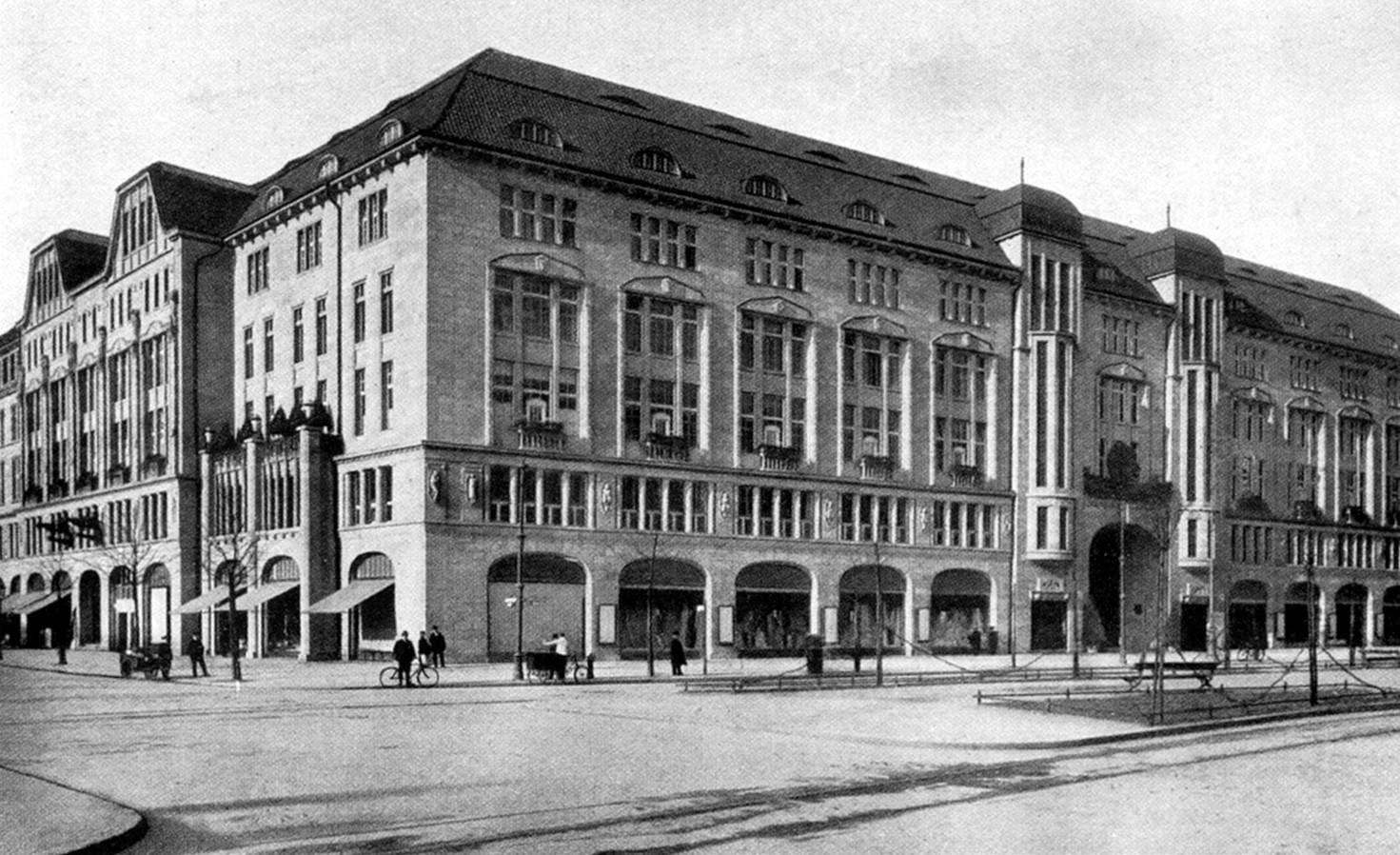
Kaufhaus des Westens in Berlin, 1907
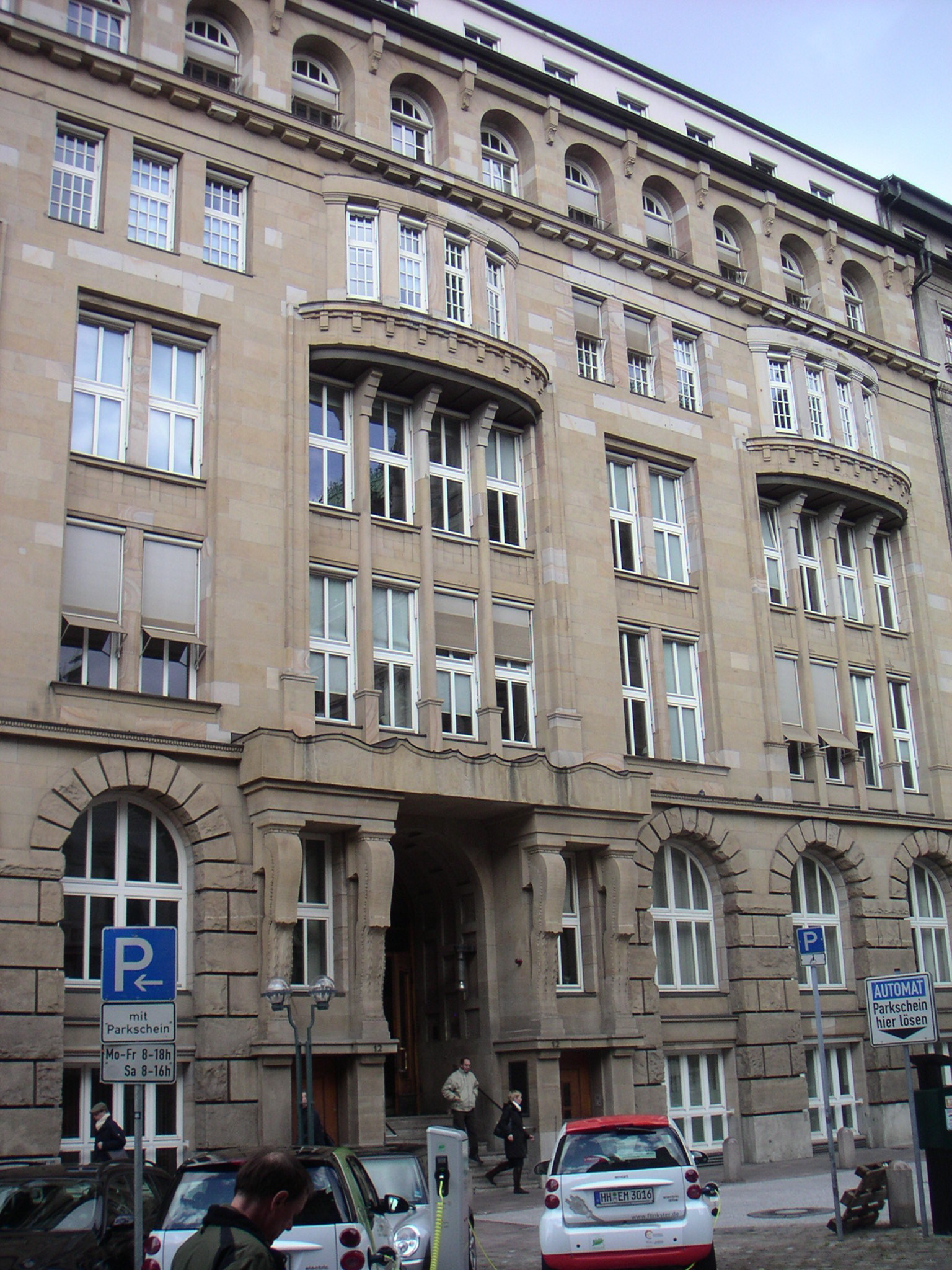
Norddeutsche Versicherungsgesellschaft in Hamburg, 1908/1909
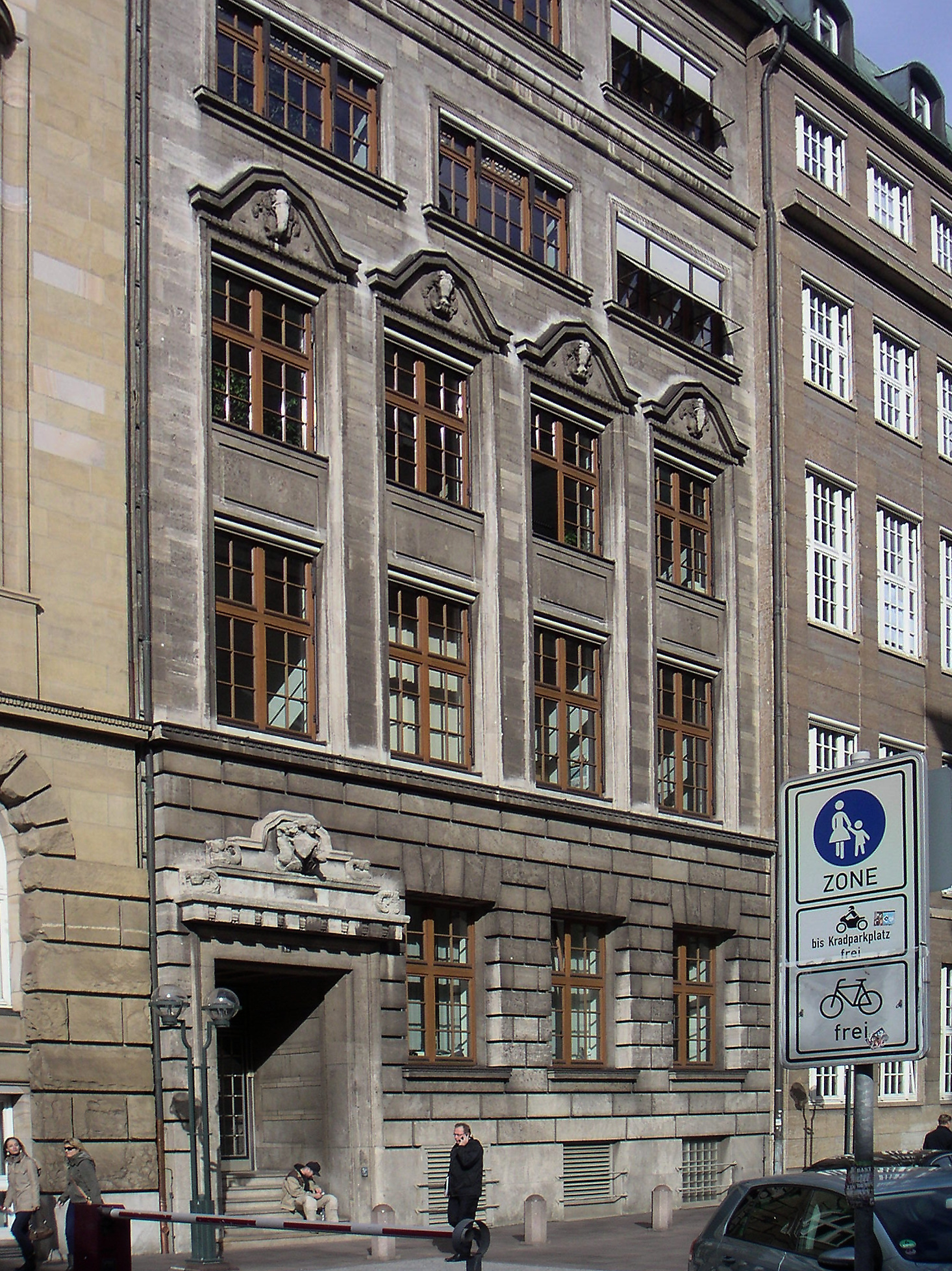
Kontorhaus in Hamburg, Alter Wall 10, 1909/1910
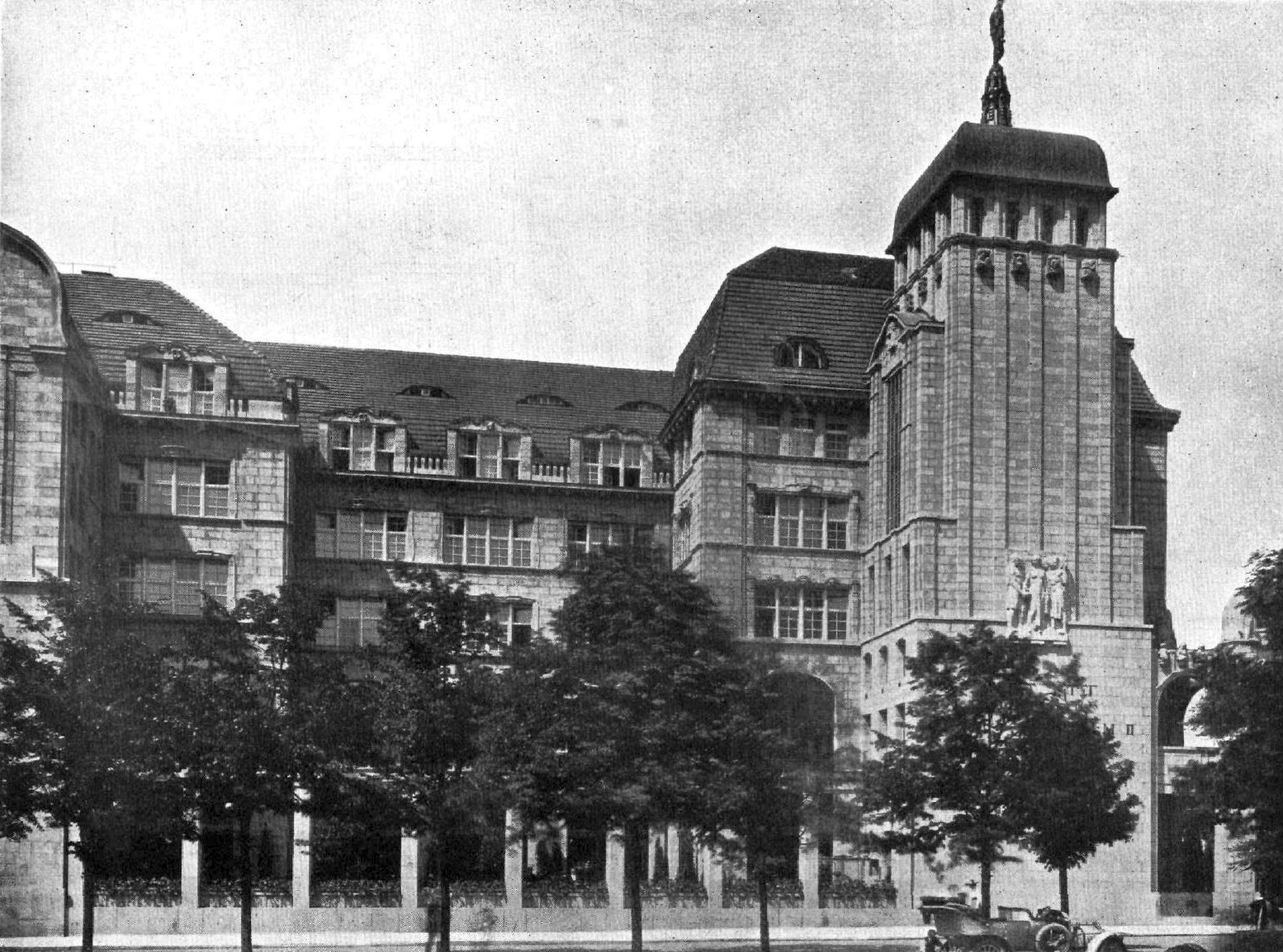
Bierhaus Siechen am Potsdamer Platz in Berlin, 1909/1910
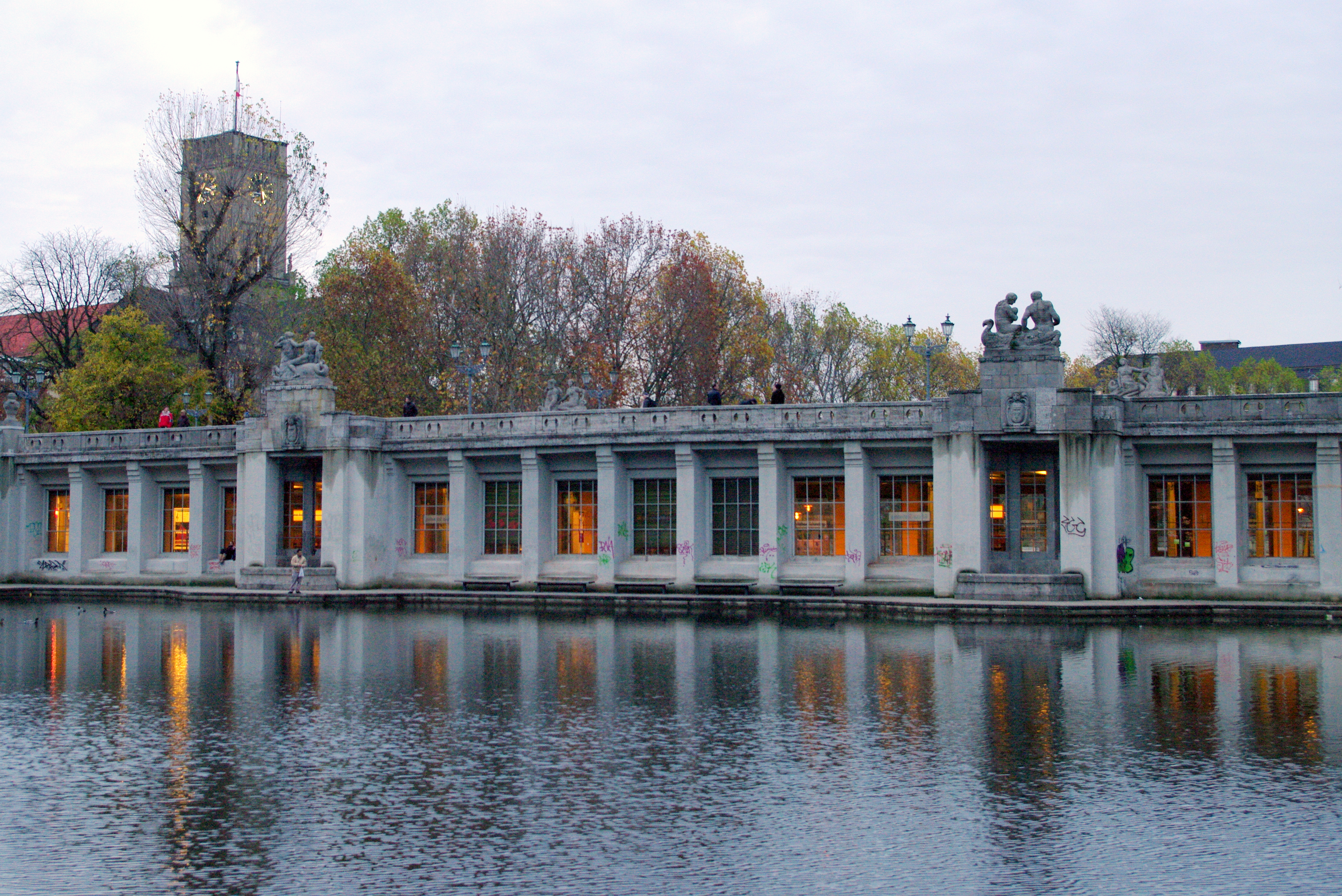
U-Bahnhof Rathaus Schöneberg in Berlin-Schöneberg, 1910
U-Bahnhof Hafentor (heute Landungsbrücken) der in Hamburg-St. Pauli, 1910/1912
U-Bahnhof Schlump in Hamburg-Eimsbüttel, 1912
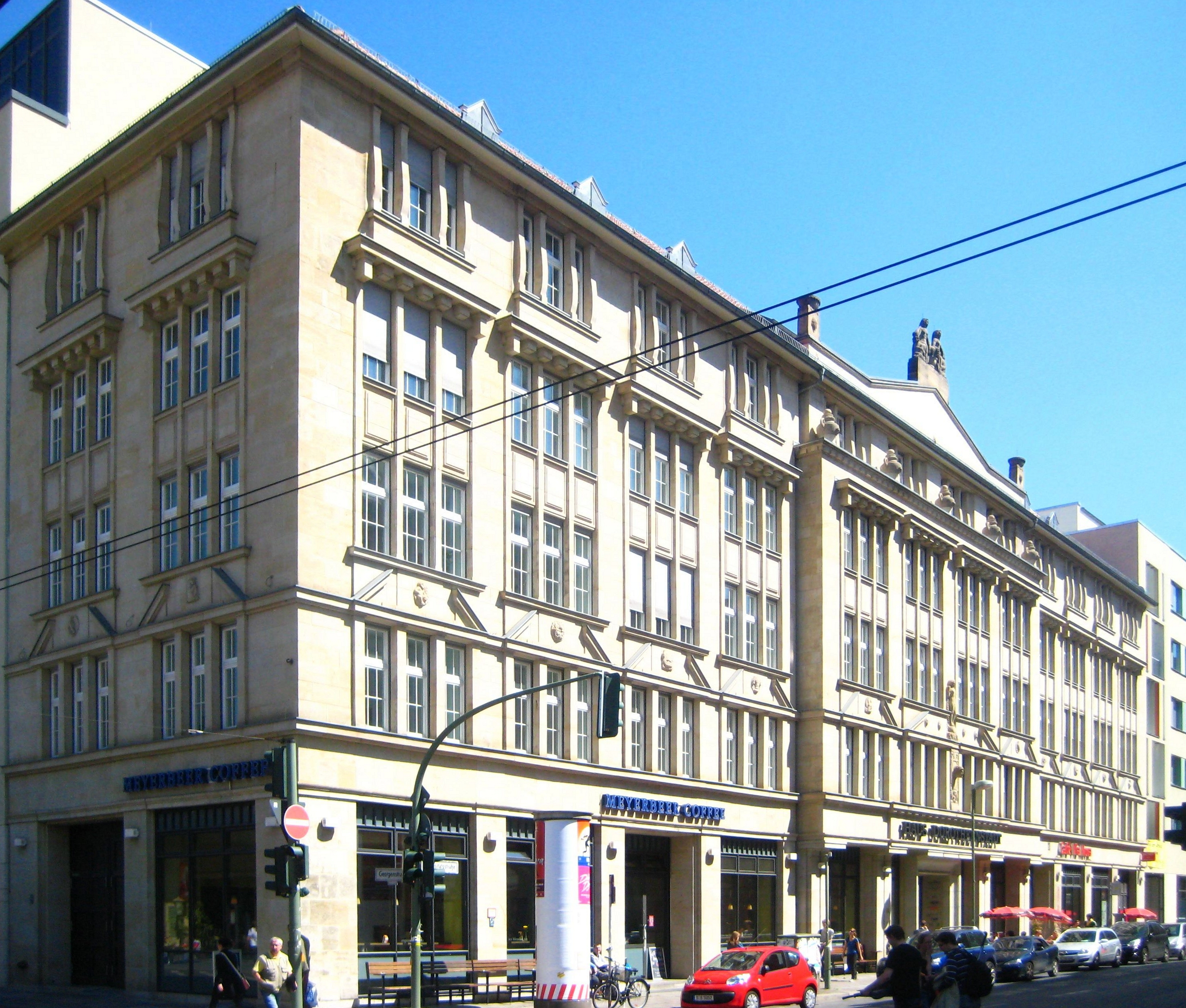
Handelshaus Hermes, heute Haus Dorotheenstadt in Berlin, 1913/1914
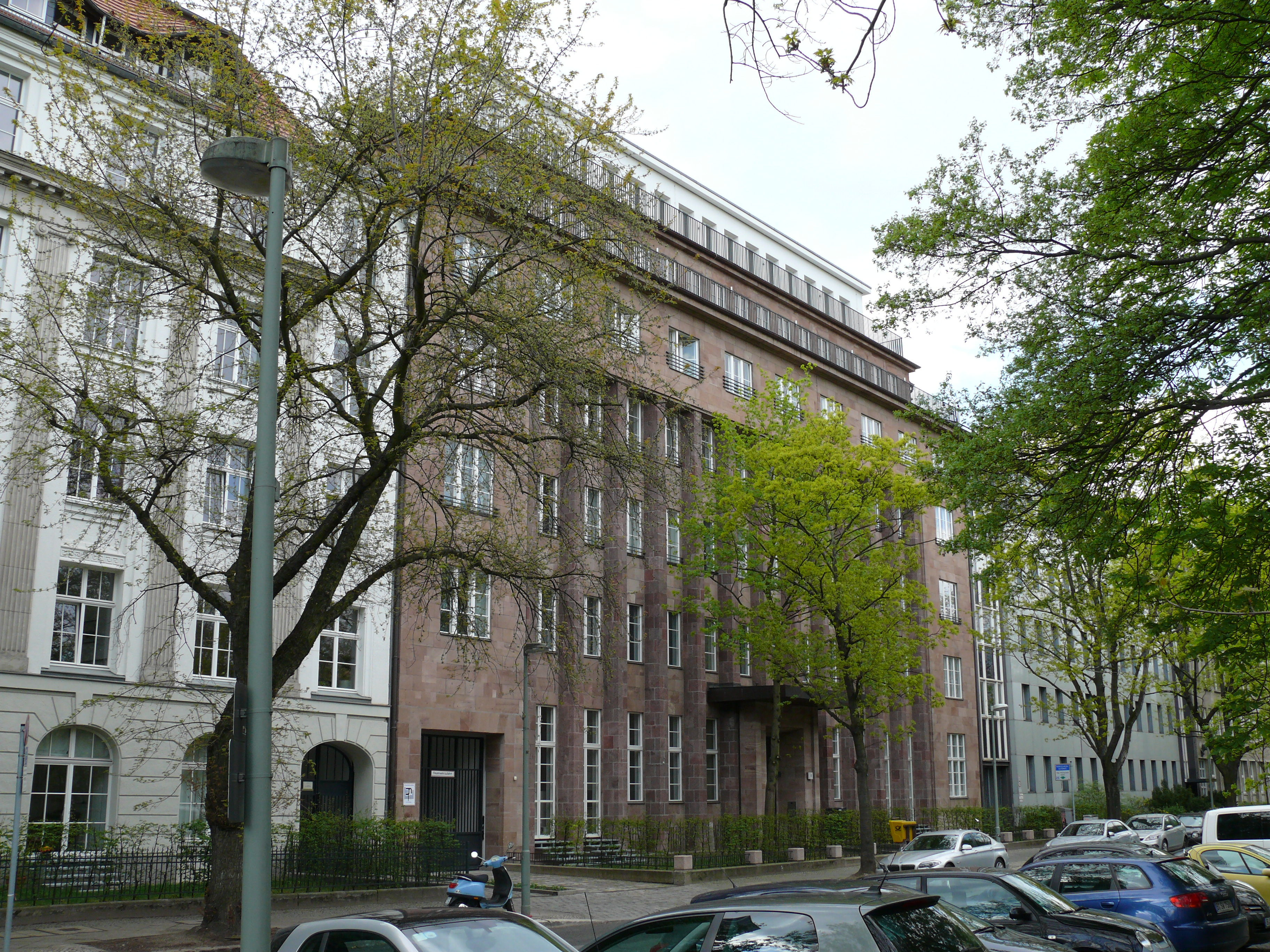
Haus der Gewerkschaft der Angestellten (G.d.A.) in Berlin-Tiergarten, 1928/1929
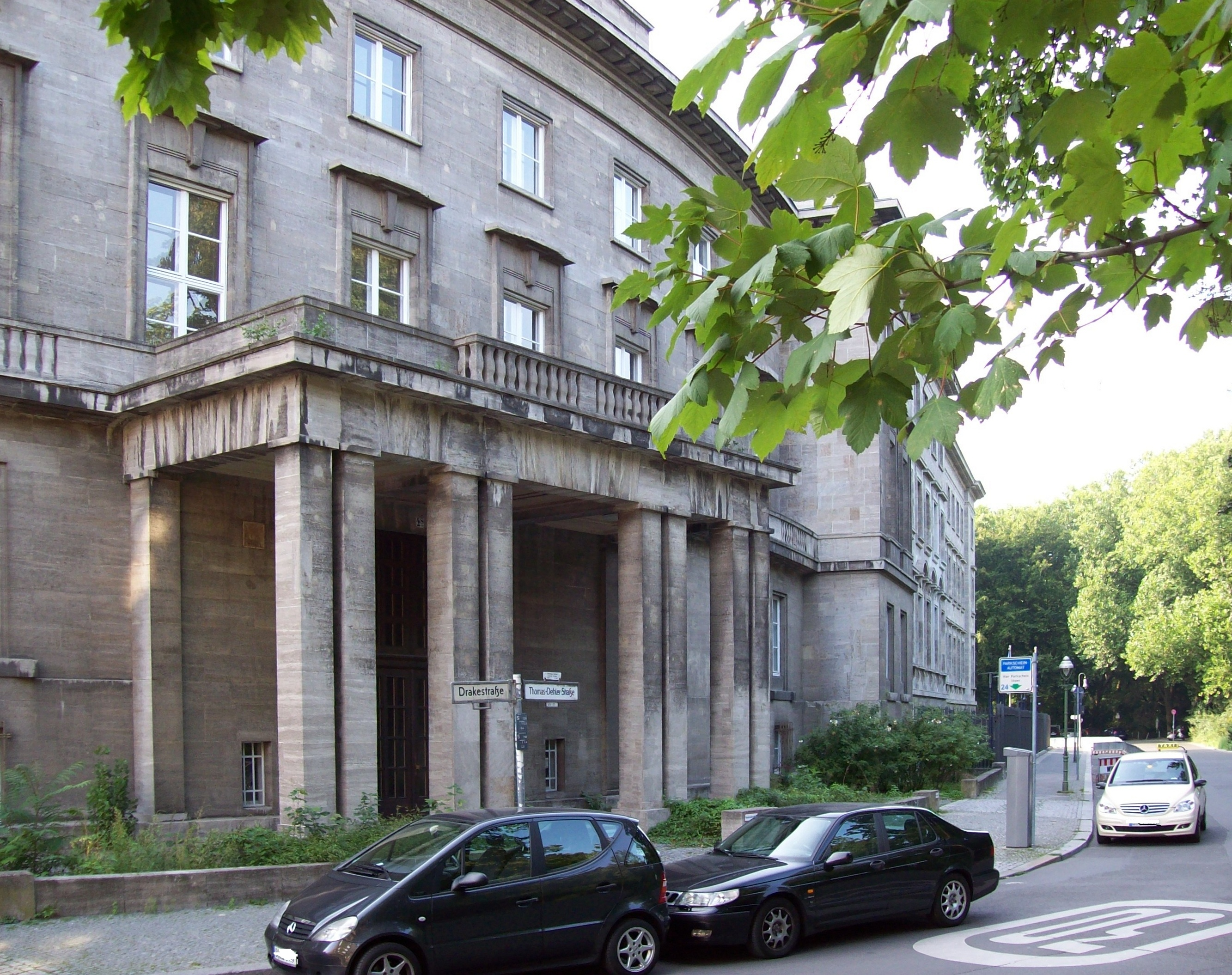
Dänische Gesandtschaft in Berlin, 1938